# Hausz Arab
Hausz Arab (arab. حوش عرب) – miejscowość w Syrii, w muhafazie Damaszek. W 2004 roku liczyła 2073 mieszkańców.